# Frydrychowo (Kruszyny-Rumunki)
Frydrychowo – przysiółek wsi Kruszyny-Rumunki w Polsce, położony w województwie kujawsko-pomorskim, w powiecie brodnickim, w gminie Bobrowo. Do 1 stycznia 2011 r. przysiółek był samodzielną osadą.
W latach 1975–1998 przysiółek administracyjnie należał do województwa toruńskiego.